# Nullsoft
Nullsoft was een softwarebedrijf uit Sedona, Arizona.

## Geschiedenis
Nullsoft werd opgericht in 1997 door Justin Frankel.
Nullsoft werd verkocht aan AOL (voormalige naam America Online) op 1 juni 1999. Het bestond hierna als een dochteronderneming van America Online. Na de overname werd het hoofdkantoor van Nullsoft naar San Francisco, Californië verplaatst. Na de overname werd het Nullsoft Streaming Video (NSV)-formaat ontwikkeld, bedoeld om media te streamen met eender welke audio- of videocodec. De technologie Ultravox, ontwikkeld door AOL en Nullsoft, kon met dit formaat overweg. De dienst Nullsoft Television, die in 2003 werd aangekondigd, maakte ook gebruik van NSV.
Nullsoft ontwikkelde Gnutella en WASTE. AOL trachtte de distributie van Gnutella en WASTE tegen te gaan in en vroeg Nullsoft de ontwikkeling te staken. Frankel had echter de software publiek beschikbaar gesteld en Gnutella was niet meer te stoppen.
Nullsoft bracht verschillende nieuwe versies uit van Winamp en bracht het aantal abonnees van 33 miljoen naar 52 miljoen gebruikers in 2005. De kantoren van Nullsoft in San Francisco werden in december 2003 gesloten, ongeveer gelijktijdig met het vertrek van Frankel en het originele Winamp-ontwikkelteam. Nullsoft werd vervolgens een divisie van AOL Music. In 2013 werden sommige AOL Music-sites afgesloten en andere werden dan weer verkocht aan Townsquare Media.
In november 2013 werd er een onofficieel bericht verspreid dat Microsoft in gesprek was met AOL om Nullsoft over te nemen. Op 14 januari 2014 werd aangekondigd dat de Belgische online radio-aggregator Radionomy Winamp en Shoutcast gekocht had, voorheen eigendom van Nullsoft. De financiële details werden niet publiek bekendgemaakt.

## Producten
Nullsoft heeft volgende producten ontwikkeld:
- Winamp (muziekspeler)
- SHOUTcast MP3 streaming media server
- NSIS (installatiesoftware) - alternatief voor commerciële software zoals InstallShield
- WASTE / Gnutella (gedecentraliseerd P2P-netwerk)